# Панасівська сільська рада (Любарський район)
Панасівська сільська рада — колишня адміністративно-територіальна одиниця та орган місцевого самоврядування у Любарському і Дзержинському районах Житомирської і Бердичівської округ, Вінницької й Житомирської областей Української РСР та України з адміністративним центром у с. Панасівка.

## Населені пункти
Сільській раді були підпорядковані населені пункти:
- с. Панасівка
- с. Коваленки

## Населення
Кількість населення ради станом на 1923 рік становила 793 особи, кількість дворів — 181.
Відповідно до перепису населення СРСР, станом на 17 грудня 1926 року, чисельність населення ради становила 821 особу, з них, за статтю: чоловіків — 396, жінок — 425, етнічний склад: українців — 664, поляків — 157. Кількість господарств — 168, з них несільського типу — 2.
Відповідно до результатів перепису населення СРСР, кількість населення ради, станом на 12 січня 1989 року, становила 777 осіб.
Станом на 5 грудня 2001 року, відповідно до перепису населення України, кількість мешканців сільської ради становила 692 особи.

## Склад ради
Рада складалася з 12 депутатів та голови.

### Керівний склад сільської ради
| ПІБ                                | Основні відомості                                                               | Дата обрання | Дата звільнення |
| ---------------------------------- | ------------------------------------------------------------------------------- | ------------ | --------------- |
| Загороднюк Олександр Володимирович | Сільський голова, 1975 року народження, освіта                                  | 26.03.2006   | 31.10.2010      |
| Загороднюк Олександр Володимирович | Сільський голова, 1975 року народження, освіта середня спеціальна, безпартійний | 31.10.2010   |                 |

Примітка: таблиця складена за даними джерела

## Історія
Створена 1923 року в складі с. Панасівка, хуторів Аврамів, Біленьких, Вербка, Войнаровського, Гайдущина, Карпиків (Карпики), Костельний, Миткольця (Ярмоли), Панасівський, Сірожкин, Столярщина та фільварку Панасівка Любарської волості Полонського повіту Волинської губернії. Після 1923 року хутори Біленьких, Костельний та Панасівський не числилися на обліку населених пунктів. Станом на 1 жовтня 1941 року хутори Аврамів, Вербка, Войнаровського, Гайдущина, Карпики та фільв. Панасівка не значилися на обліку населених пунктів.
Станом на 1 вересня 1946 року сільська рада входила до складу Любарського району Житомирської області, на обліку в раді перебувало с. Панасівка.
11 серпня 1954 року, відповідно до указу Президії Верховної ради Української РСР «Про укрупнення сільських рад по Житомирській області», до складу ради приєднано села Коваленки та Филинці ліквідованих Коваленківської та Филинецької сільських рад Любарського району.
На 1 січня 1972 року сільська рада входила до складу Любарського району Житомирської області, на обліку в раді перебували села Коваленки, Панасівка та Филинці.
10 травня 1972 року, відповідно до рішення Житомирського облвиконкому № 194 «Про ліквідацію, утворення, окремих сільрад та зміни в адміністративному підпорядкуванні деяких населених пунктів Любарського і Малинського районів», с. Филинці передане до складу новоствореної Веселківської сільської ради Любарського району.
Ліквідована 20 листопада 2017 року через об'єднання до складу Любарської селищної територіальної громади Любарського району Житомирської області.
Входила до складу Любарського (7.03.1923 р., 4.01.1965 р.) та Дзержинського (30.12.1962 р.) районів.